# Humiriastrum
Humiriastrum es un género  de árboles perteneciente a la familia Humiriaceae. Es originario de Brasil.  Comprende 17 especies descritas y de estas, solo 14 aceptadas.

## Descripción
Son árboles que alcanzan un tamaño de hasta 30 m de alto. Hojas oblongo-elípticas, 3.5–9 cm de largo y 2–5 cm de ancho, ápice acuminado, base cuneada, margen finamente crenulado-serrado, glabras excepto por muy pocos tricomas esparcidos en el envés, cartáceas a subcoriáceas. Inflorescencia terminal o subterminal, cimoso-paniculada, pubérula, flores verdosas; sépalos orbiculares, ca 1 mm de largo; pétalos oblongos, ca 2.3 mm de largo, escasamente aplicado-pubérulos; estambres 20; ovario cónico, 1 mm de largo, pubescente. Fruto una drupa, elíptico-obovoide, 2–2.5 cm de largo y 1.2–1.4 cm de ancho, obtusa en la base y el ápice, apicalmente con 5 orificios profundos de 3–5 mm de largo alternando con 5 opérculos oblongos de 6–8 mm de largo.

## Taxonomía
El género fue descrito por (Urb.) Cuatrec. y publicado en Contributions from the United States National Herbarium 35(2): 122. 1961.

## Especies aceptadas
A continuación se brinda un listado de las especies del género Humiriastrum aceptadas hasta mayo de 2014, ordenadas alfabéticamente. Para cada una se indica el nombre binomial seguido del autor, abreviado según las convenciones y usos. 
- Humiriastrum colombianum  	(Cuatrec.) Cuatrec.
- Humiriastrum cuspidatum
- Humiriastrum dentatum
- Humiriastrum diguense 	(Cuatrec.) Cuatrec.
- Humiriastrum excelsum
- Humiriastrum glaziovii
- Humiriastrum liesneri
- Humiriastrum melanocarpum   (Cuatrec.) Cuatrec.
- Humiriastrum obovatum
- Humiriastrum ottohuberi  Cuatrec.
- Humiriastrum piraparanense  Cuatrec.
- Humiriastrum procerum
- Humiriastrum subcrenatum
- Humiriastrum villosum